# 행복촉수가급
《행복촉수가급》(중국어 간체자: 幸福，触手可及!, 정체자: 幸福，觸手可及！, 병음: Xìng fú, chù shǒu kě jí 싱푸, 추서우커지[*], 영어: Love Advanced Customization 러브 어드밴스드 커스토머자이션[*])은 2020년 방송되었던 중화인민공화국의 드라마이다.

## 줄거리
- 패션디자이너 저우팡과 전자상거래 회장 쑹린은 사업 소송으로 만나게 된다. 그들은 원수 같은 사이지만 생활과 일에서 자꾸 얽히며 어거지로 함께 일하게 된다. 집요하고 강한 성격의 두 사람은 끊임없이 부딪히고 모순을 겪게 되지만 서로 대립하면서 성장하게 된다. 그리고 상대방에게서 마음에 드는 부분을 찾게 되고 조금씩 서로 사랑하게 된다. 저우팡과 쑹린은 서로 지지하면서 또 서로를 싫어한다. 그들은 여러 난관을 거치면서 이상을 실현하기 위해 끊임없이 자신을 완성해간다. 디자이너는 결국 유명한 명품 브랜드를 갖게 되고 효율이 중요한 전자상거래 회장인 쑹린은 명품 브랜드 사업 모델을 개척해서 사업에서 새로운 돌파구를 마련하게 된다.

## 등장 인물
- 황징위 - 쑹린 역
- 디리러바 - 저우팡 역
- 장신위 - 친칭 역
- 역대천 (易大千) - 좌우임 역
- 후빙 - 소여산 역
- 장두두 (张逗逗) - 루나 역
- 왕일명 (王一鸣) - 심적 역
- 채광태 (蔡光泰) - 천천 역
- 시안 (Stephen Shi) - 왕학 역
- 조욱진 (曹煜辰) - 곽신동 역
- 정위리 (Weili Zheng) - 전여연 역
- 주인 (朱茵) - 이여혜 역
- 임원 (林源) - 영희 역
- 오면 (吴冕) - 정모정 역
- 조흔 (赵昕) - 심배배 역
- 이흔택 (李欣泽) - 왕택양 역
- 은설 (Crystal) - 임진진 역
- 김정산 - 한국측 대표 역

## 연장
- 2020년 6월 16일 행복촉수가급 방영 분량이 기존 45부작에서 6회 연장되어 51부작으로 변경되었다.